# Floa
Floa è il secondo album in studio del gruppo musicale britannico Mammal Hands, pubblicato il 27 maggio 2016 dalla Gondwana Records.

## Descrizione
A differenza del precedente Animalia, il disco è caratterizzato anche dall'integrazione di influenze provenienti dalla musica trance africana e del folk irlandese, senza tralasciare la dinamicità e le iniziali influenze world music ed elettroniche.
Tra i nove brani in esso contenuti vi è anche Hourglass, il cui videoclip è stato scelto come anticipazione all'album.

## Tracce
1. Quiet Fire – 6:44
2. Hillum – 5:22
3. Hourglass – 5:43
4. Think Anything – 4:06
5. In the Treetops – 2:54
6. Eyes That Saw the Mountain – 5:44
7. Kudu – 6:00
8. The Falling Dream – 1:59
9. Shift – 4:50

## Formazione
Gruppo
- Jordan Smart – sassofono
- Nick Smart – pianoforte
- Jesse Barrett – batteria, tabla

Produzione
- Gavin Barras – strumenti ad arco aggiuntivi, basso
- Natalie Purton – violino, viola

Produzione
- Matthew Halsall – produzione, missaggio
- George Atkins – registrazione, missaggio, mastering
- Mammal Hands – missaggio